# Белявский, Константин Яковлевич
Константи́н Я́ковлевич Беля́вский (1802—1857) — русский военачальник, генерал-лейтенант, участник Кавказской войны.

## Биография
Родился в 1802 году; происходил из дворян Виленской губернии.
Службу начал в 1817 году подпрапорщиком в лейб-гвардии Павловском полку. Произведённый в 1818 г. портупей-юнкера, он был переведен во 2-й карабинерный полк и в том же году произведён в прапорщики с переводом в Несвижский карабинерный полк. В 1821 г. перевёлся в лейб-гвардии Волынский полк и в 1827 г. был произведён в капитаны.
Приняв в 1831 г. участие в подавлении польского мятежа, Белявский за отличие был произведён в полковники и зачислен в лейб-гвардии Семёновский полк, но остался командовать резервным батальоном лейб-гвардии Волынского полка и в следующем, 1832 г., был обратно переведён в этот полк. Назначенный в 1837 г. командиром Симбирского егерского полка, Белявский в 1840 г. был произведён в генерал-майоры и в том же году назначен командиром 1-й бригады 15-й пехотной дивизии, а в следующем, 1841 г., получил в командование вторую бригаду той же 15-й дивизии. 11 декабря 1840 г. был награждён орденом св. Георгия 4-й степени за беспорочную выслугу 25 лет в офицерских чинах (№ 6189 по списку Григоровича — Степанова).
В 1844 году Белявский принял участие в походах в Чечню и Дагестан, а в 1845 году в Даргинской экспедиции. Как на пути к Дарго, так и при возвращении отряда через Ичкерийские леса он командовал авангардом экспедиционного отряда и прокладывал ему путь через завалы горцев, имея приказание графа Воронцова «не стрелять при штурме их, а брать штыками»; один из таких завалов в бою 14 июля на Шуанийских высотах Белявский взял во главе всего лишь 11-ти человек Апшеронского полка.
Дважды тяжко контуженный во время этой экспедиции в правую ногу ниже и выше колена, он получил золотую шпагу с алмазами с надписью «За храбрость» и 6 августа — орден св. Георгия 3-й степени (№ 461)
В воздаяние блистательнаго мужества и отличной распорядительности, оказанных 6 июля при занятии селения Дарго, где, командуя авангардом главнаго отряда, действовавшаго против мятежных горцев и следуя дремучим лесом, стремительно овладел 23 укрепленными завалами, несмотря на упорное сопротивление неприятеля.
Назначенный в 1845 году состоять по особым поручениям при главнокомандующем отдельным Кавказским корпусом князе Воронцове, он сделал вторичный поход в Чечню и в 1847 году был сделан Кутаисским военным губернатором и управляющим гражданской частью.
В 1849 году Белявский был произведён в генерал-лейтенанты и в следующем, 1850 г., назначен начальником 2-й пехотной дивизии, а в 1853-м — начальником 18-й пехотной дивизии, с которой он и принял участие в войне с Турцией, начавшейся в том же году. В сражении при Курюк-Дара он командовал всеми войсками левого фланга боевого порядка. Удержав после двухчасового упорного боя наступление турок на этот фланг со стороны Караяла, Белявский сам перешёл в наступление и, отбросив турок к с. Огузлам, в сторону от линии отступления их главных сил, обеспечил тем остальным нашим войскам свободу действий в центре и на правом фланге.
В 1854 году, в связи с болезнью, К. Я. Белявский по прошению был уволен от командования дивизией и ему было повелено присутствовать в Правительственном сенате с отчислением по армии. В Сенате он присутствовал в Департаменте герольдии.
Скончался 30 октября 1857 года в Санкт-Петербурге.

## Память
Генерал А. П. Николаи в своих воспоминаниях дал следующую характеристику Белявского:

«Генерал Белявский оказался блистательным авангардным начальником; личная его храбрость увлекала вперёд вверенные ему войска и преодолевала всякие препятствия; но он не умел умирять свои порывы и, идя всё вперёд, легко забывал, что за ним следует колонна, которая быстро двигаться не может, но связь с которой сохранять необходимо».

Это же мнение подтверждает и барон Н. И. Дельвиг: «Он был храбр, но слишком пылок и увлекался».

## Воинские звания
- Подпрапорщик (08.01.1817)[1]
- Портупей-прапорщик (17.04.1817)
- Прапорщик (11.01.1818)
- Подпоручик (28.01.1819)
- Поручик (13.06.1821)
- Штабс-капитан (19.12.1824)
- Капитан (01.08.1827)
- Полковник за отличие по службе (06.10.1831)
- Генерал-майор за отличие по службе (14.04.1840)
- Генерал-лейтенант (03.04.1849)

## Награды
- Орден Святого Владимира 4 ст. с бантом (09.08.1831)[1]
- Знак ордена За военное достоинство 4 ст. (20.12.1832)
- Орден Святого Станислава 3 ст. (06.12.1836)
- Орден Святой Анны 2 ст. (12.09.1837)
- Орден Святого Георгия 4 ст. за 25 лет службы (11.12.1841)
- Орден Святого Станислава 1 ст. (20.10.1843)
- Орден Святого Георгия 3 ст. за отличие при Дарго (06.08.1845)
- Золотая шпага «За храбрость», алмазами украшенная (09.08.1845)
- Орден Святой Анны 1 ст. (24.11.1847)
- Императорская корона к Ордену Святой Анны 1 ст. (17.10.1851)
- Знак отличия за XXXV лет беспорочной службы (31.10.1854)
- Светло-бронзовая Медаль «В память войны 1853—1856» на Георгиевской ленте (1856)